# Demane e Demazana
Demane e Demazana è una fiaba popolare Kaffir, quindi proveniente dall'attuale Sudafrica e da gran parte del sud dell'Africa.
 Kaffir è la parola con la quale vennero definiti gli abitanti indigeni del sud dell'Africa, dai primi europei giunti intorno alla fine del XVI secolo. Le tribù rinominate in questo modo furono quelle Zulu, Xhosa, Tswana e Basotho.

Il tema fondamentale della fiaba è quello della parola d'ordine usata come strumento difensivo per proteggersi dall'essere cattivo, in questo caso un orco cannibale. La trama ricorda vagamente quella di Hänsel e Gretel.

## Trama
I protagonisti della fiaba sono due fratelli gemelli orfani, un maschio di nome Demane e una femmina di nome Demazana, che sono costretti a scappare di casa perché sono maltrattati dai parenti.

Trovano una grotta, fornita di due aperture, come rifugio. Demane si occupa durante il giorno della caccia. I guai arrivano quando i cannibali si accorgono del fumo uscente dalla grotta, causato dalla cottura della carne. Il cannibale cerca di entrare in tutti i modi all'interno della grotta, chiusa da una porta, ma per quanto si sforzi, la sua voce è troppo differente da quella di Demane e quindi l'uscio non gli viene aperto, nonostante avesse carpito la parola d'ordine. Il cannibale non si arrende e chiede consiglio ai suoi amici che lo inducono a bruciarsi la gola per addolcirla un po'. Grazie a questo espediente il cannibale riesce a catturare Demazana, che però astutamente lascia cadere qualche frammento di cenere lungo il percorso e quindi viene raggiunta dal fratello, proprio mentre è chiusa in un sacco in attesa di essere cucinata. Con un'astuzia Demane libera la sorella e infila nel sacco, uno sciame di api che aveva raccolto per il pranzo. Il cannibale aprendo il sacco firma la sua condanna mentre invece Demane e Demazana diventano padroni anche delle sue numerose proprietà.